# 短吻鱼
短吻鱼（学名：Sikukia gudgeri）为輻鰭魚綱鯉形目鲤科短吻鱼属的鱼类，俗名光鳞鱼。分布于泰国湄南河、寮國、越南以及中國雲南省西双版纳的澜沧江主流等。本魚體狹長，背部隆起，背鰭呈三角形且凹入，尾鰭深叉，體色為銀色，背部顏色較深，背鰭軟條8枚；臀鰭軟條8枚，體長可達到18公分。棲息在沙泥底質的大型河川，屬雜食性，以藻類、昆蟲及蠕蟲等為食，可做為食用魚。

## 扩展阅读
維基物種上的相關：短吻鱼